# Bronisław Geremek
Bronisław Geremek (Varsavia, 6 marzo 1932 – Lubień, 13 luglio 2008) è stato un politico, storico e saggista polacco.

## Biografia
Era nato Benjamin Lewertow da genitori ebrei,  Boruch e Szarka Lewertow. Uno dei suoi nonni, Israel, era un magghid. Suo padre gestiva una fabbrica di pellicce a Varsavia. 
Nel 1940, a 8 anni, insieme ai suoi genitori e al fratello, Benjamin fu imprigionato nel ghetto di Varsavia. Suo padre morì ad Auschwitz, mentre la madre e i due ragazzi riuscirono nel 1943 a fuggire dal ghetto, nascosti a Zawichost da Stefan Geremek, il quale dopo la guerra sposerà la madre e ne adotterà il figlio più piccolo (ora conosciuto come Bronisław Geremek). Il fratello maggiore, Israel (nato nel 1926), invece partì per Israele e nel 1951 emigrò negli Stati Uniti, dove prese il nome di Jerry Lewart. 
Educato come cattolico, nella sua vita adulta Bronisław non si considerava un ebreo, tornando a ricordare le sue radici ebraiche solo dopo gli anni novanta.
Conseguita la laurea presso l'Università di Varsavia, ha ottenuto il dottorato di ricerca in storia nel 1960 e nel 1972 una laurea (PAN) o postdottorato presso l'Accademia delle scienze polacca. La maggior parte della sua carriera è stata presso l'Istituto di storia dell'Accademia polacca delle scienze, dove ha lavorato dal 1955 al 1985. La storia della cultura e della società medievale sono stati il dominio principale del suo lavoro accademico di Geremek, risultato nella pubblicazione di numerosi articoli e libri.
Uno dei principali dirigenti di Solidarność durante gli anni '80, fu un importante consigliere politico di Lech Wałęsa. Brevemente imprigionato dopo il colpo di Stato del Generale Wojciech Jaruzelski del 1981, divenne uno dei leader del movimento democratico polacco.
Dopo la democratizzazione della Polonia del 1989, fu eletto Deputato per 12 anni. Come consigliere di fiducia di Wałęsa, ebbe un ruolo di enorme rilievo nell'impostazione dei processi di transizione politica, sociale ed economica della Polonia degli anni '90.
Ministro degli Affari Esteri della Polonia tra il 1997 ed il 2000, fu eletto come eurodeputato nella sesta legislatura del Parlamento europeo (2004).
Durante il periodo 2006 - 2007 ebbe duri scontri politici con i due gemelli Lech e Jarosław Kaczyński, rispettivamente Presidente e Premier della Polonia, di ispirazione nazionalista.
È deceduto il 13 luglio 2008 in un incidente stradale vicino a Poznań, mentre si recava a Bruxelles.

## Attività come storico
In quanto professore, si è distinto nel campo della ricerca storica per via del suo peculiare interesse costante e quasi esclusivo (supportato da una vasta bibliografia) per gli ultimi, vale a dire gli strati più umili e marginali del popolo (mendicanti, vagabondi, prostitute, e quanti altri): questo lo connota probabilmente come uno degli storici più originali degli ultimi decenni.
Nel 1990 vinse il Premio Herder.

## Pubblicazioni (elenco parziale)
- Uomini senza padrone, saggio (1977)
- Salariati ed artigiani nella Parigi medievale (secoli XIII - XV)
- La pietà e la forca. Storia della miseria e della carità nell'Europa moderna (1350-1600), Roma-Bari, Laterza, 1986
- L'emarginato (nel L'Uomo medievale)
- Il pauperismo nell'età preindustriale (secoli XIV-XVIII) [in Storia d'Italia]
- La stirpe di Caino. - L'immagine dei vagabondi e dei poveri nelle letteratura europee dal XV al XVII secolo
- Mendicanti e miserabili nell'Europa moderna 1350-1600

## Curiosità
Il direttore editoriale della Laterza, Enrico Mistretta, stava discutendo con Jacques Le Goff un progetto editoriale nella sua casa parigina; ad un tratto, quasi ricordandosi di un importante impegno, Le Goff si allontanò dalla stanza per tornarvi con un plico, un dattiloscritto, che porse a Enrico Mistretta dicendo che glielo inviava Geremek conferendo alla casa editrice italiana i diritti mondiali su quel testo. Si trattava del dattiloscritto del libro La pietà e la forca. Storia della miseria e della carità in Europa.